# 정의석 (배드민턴 선수)
정의석(1989년 11월 28일~)은 대한민국의 배드민턴 선수이다. 2018년 아시아 배드민턴 선수권 대회 남자 단체전에서 동메달을 획득했으며, 2007년 세계 주니어 선수권 대회 남자 복식과 혼성 단체전에서 각각 금메달과 은메달을 획득했다.